# فرندشیپ هایتس
فرندشیپ هایتس (به انگلیسی: Friendship Heights) یک منطقهٔ مسکونی در ایالات متحده آمریکا است که در واشینگتن، دی.سی. و جنوب شهرستان مونتگومری، مریلند واقع شده‌است. اگرچه مرزهای آن به وضوح مشخص نیست، با این‌حال فرندشیپ هایتس تقریباً شامل محله‌ها و مناطق تجاری اطراف خیابان ویسکانسین در شمال‌شرقی خیابان فسندن و تنلی‌تاون تا سامرست تریس و خیابان ویلارد در مریلند می‌باشد و از خیابان ریور در غرب محدود می‌شود به خیابان رنو و خیابان ۴۱. از قسمت شرق مریلند واقع در غرب خیابان ویسکانسین، فرندشیپ هایتس قرار دارد که از نظر فنی یک منطقه مالیاتی ویژه است.